# Grande incendio di Roma
Il grande incendio di Roma scoppiò nell'antica città di Roma nel 64 d.C., al tempo dell'imperatore romano Nerone.

## Storia
L'incendio scoppiò la notte tra il 18 e il 19 luglio del 64 (ante diem XV Kalendas Augustas, anno DCCCXVII a.U.c.) nella zona del Circo Massimo e infuriò per sei giorni (secondo Tacito e Svetonio), propagandosi in quasi tutta la città. Cizek sostiene che il primo incendio durò per sei giorni e poi continuò per altri tre nel solo Campo Marzio. Il 27 luglio tutto era terminato.
(Tacito, Annali, XV, 38.2.)
Delle quattordici regioni (quartieri) che componevano la città, tre (la III, Iside e Serapis, attuale colle Oppio, la XI, Circo Massimo, e la X, Palatino) furono totalmente distrutte, mentre in altre sette rimanevano solo pochi ruderi rovinati dal fuoco. Erano salve solo le regiones: I Capena, V Esquiliae, VI Alta Semita e XIV Transtiberim. I morti furono migliaia e circa duecentomila i senzatetto. Numerosi edifici pubblici e monumenti andarono distrutti, insieme a circa 4.000 insulae e 132 domus.
Gli scavi condotti nelle aree maggiormente interessate dall'evento hanno spesso incontrato strati di cenere e materiali combusti, quali evidenti tracce dell'incendio. In particolare sono stati rinvenuti, in alcuni casi, frammenti di arredi metallici parzialmente fusi, a riprova della violenza delle fiamme e delle elevatissime temperature raggiunte.

## L'avvenimento

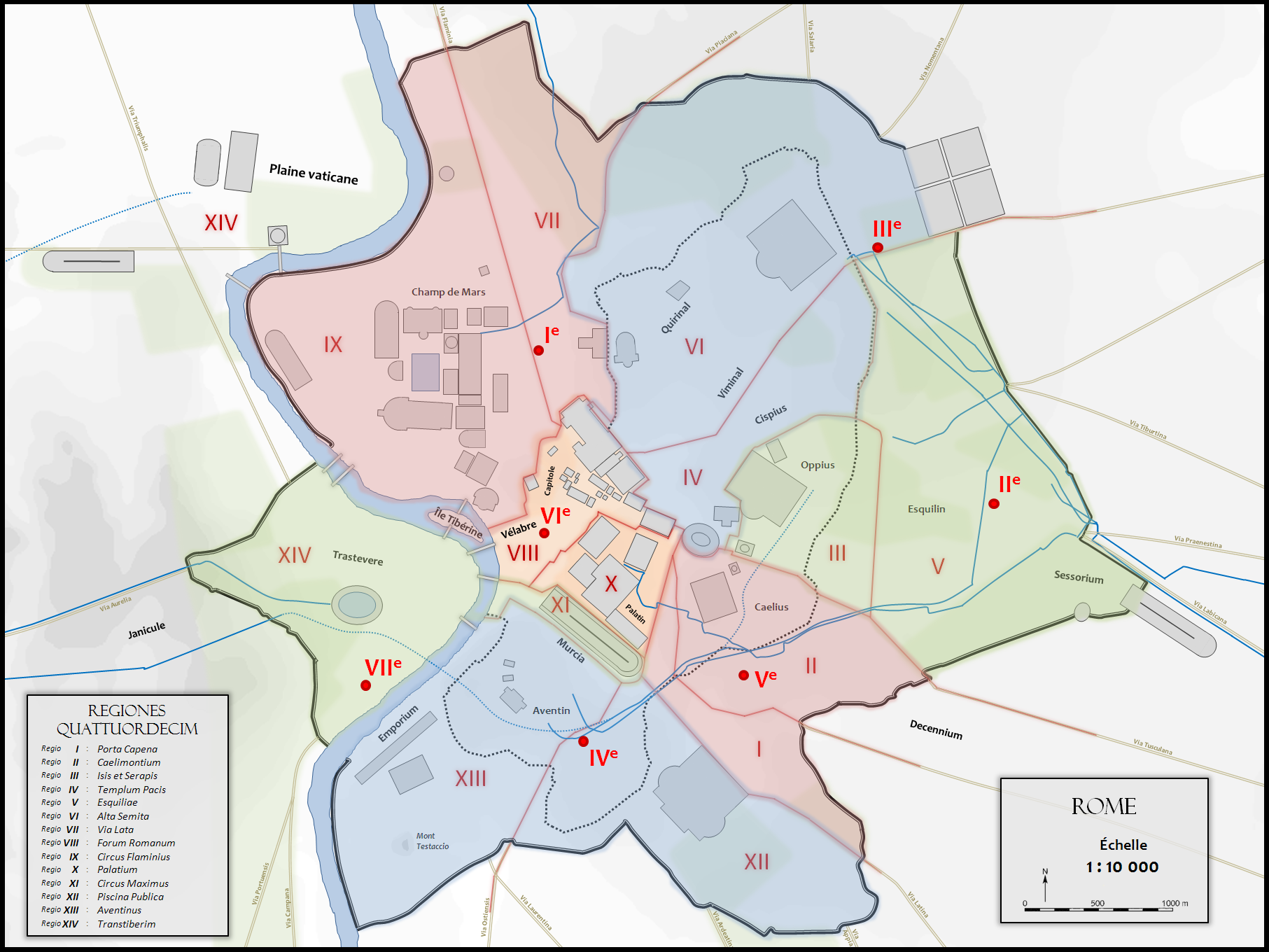
Mappa della città di Roma, divisa da Augusto in 14 regiones, affidate a sette coorti di vigili, ciascuna posta in una caserma (pallini rossi).

Al momento dell'incendio, Roma era una delle maggiori metropoli del mondo antico, sebbene non avesse ancora raggiunto il culmine del suo sviluppo.
Come in gran parte delle città dell'epoca, gli incendi avvenivano a Roma con una certa frequenza, a causa della tipologia costruttiva degli edifici antichi, che comprendevano numerose parti in legno (solai, sopraelevazioni, ballatoi e sporgenze) e utilizzavano in gran parte per l'illuminazione e la cucina (o per il riscaldamento) fiamme libere. Le vie erano strette e tortuose e lo stretto accostarsi delle insulae facilitava la propagazione delle fiamme.
Lo spegnimento degli incendi era assicurato a Roma da un corpo di sette coorti di vigiles, che si occupavano tuttavia anche di ordine pubblico. Le coorti dei vigili erano dislocate, con caserme e posti di guardia (excubitoria), in ciascuna delle quattordici regioni augustee. Lo spegnimento degli incendi era tuttavia ostacolato dalla ristrettezza degli spazi di manovra e dalla difficoltà di portare rapidamente l'acqua dove serviva.
Oltre al grande incendio neroniano, tra i maggiori incendi avvenuti a Roma si ricordano:
- nel 390 a.C. l'incendio che distrusse la città a seguito della presa della città da parte dei Galli;[1]
- nel 213 a.C. l'incendio nella zona del Foro Boario e del Foro Olitorio;[10]
- nel 27 d.C. l'incendio del Celio, sotto Tiberio (per il quale vennero stanziati cento milioni per la sua ricostruzione), che avviene quasi in contemporanea del famoso crollo del teatro di Fidene, e poi quello del 36 che coinvolse l'Aventino e il Circo che confinava con esso;[11]
- nel 54 a seguito di un incendio spaventoso nel Campo Marzio, lo stesso imperatore Claudio diresse personalmente le operazioni di spegnimento e soccorso alla popolazione;[8]
- nel 69 l'incendio dovuto ai combattimenti tra i sostenitori di Vespasiano e di Vitellio che distrusse il Campidoglio;[12]
- l'incendio dell'80 che fece numerosi danni, sotto l'imperatore Tito;
- l'incendio del 190 che distrusse una parte della città, e l'imperatore Commodo pretese di rifondarla con il nome "Colonia Commodiana";
- nel 192 d.C. un incendio distrusse completamente il Tempio della Pace, costruito da Vespasiano su un lato del Foro romano, il tempio di Vesta e gli Horrea piperiana;
- l'incendio del 283 che danneggiò gli edifici del Foro Romano e del centro monumentale sotto l'imperatore Carino.

### Tacito
Lo storico romano Tacito, circa mezzo secolo dopo il disastro, cita l'avvenimento come il più grave e violento incendio di Roma. Sin dall'inizio della sua ricostruzione, evidenzia come siano incerte le origini del disastro, e diversamente attribuite agli storici dell'epoca.
(Annales XV, 38.1)

#### Evoluzione dell'incendio e primi soccorsi
(Tacito, Annales XV, 39.3.)

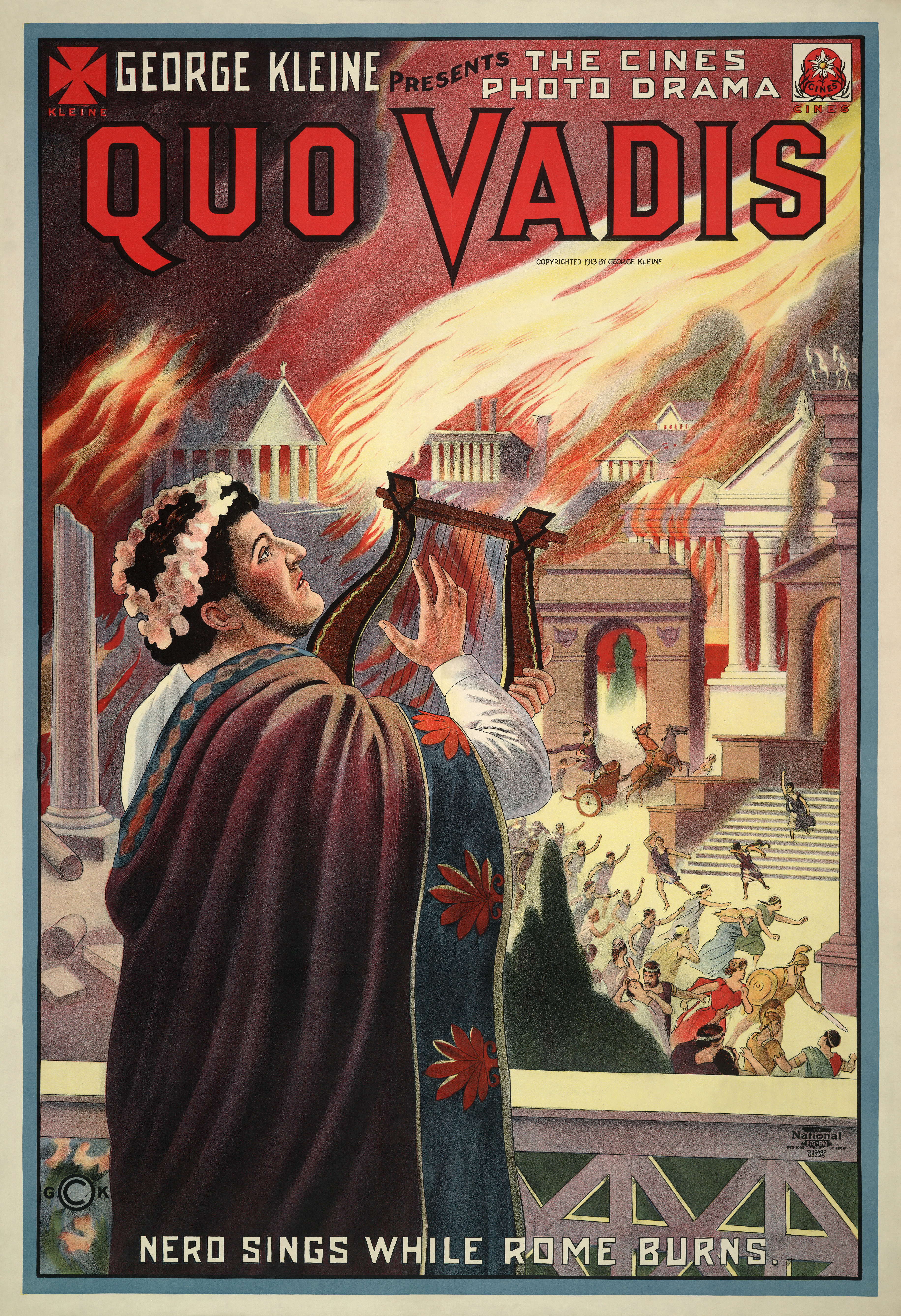
Locandina del film del 1913, Quo vadis? dove si vede Nerone intento a decantare l'incendio di Roma, quasi fosse l'incendio di Troia.

L'incendio, iniziato presso il Circo Massimo, sarebbe stato alimentato dal vento e dalle merci delle botteghe, estendendosi rapidamente all'intero edificio. Sarebbe quindi risalito sulle alture circostanti, diffondendosi con grande rapidità senza trovare impedimenti. I soccorsi sarebbero stati ostacolati dal gran numero di abitanti in fuga e dalle vie strette e tortuose.
Tacito menziona tuttavia anche dei personaggi che avrebbero impedito con minacce di spegnere le fiamme, o addirittura le avrebbero attizzate, dichiarando di star obbedendo agli ordini: lo storico ipotizza che si potesse trattare sia di saccheggiatori intenti alla propria opera, ovvero di ordini effettivamente emessi: 
(Tacito, Annales XV, 38.7.)
Nerone, che si trovava ad Anzio, sarebbe tornato in città quando le fiamme ormai lambivano la Domus Transitoria, la residenza che aveva costruito per congiungere i palazzi del Palatino agli Horti Maecenatis, e non sarebbe riuscito a salvarla. Si sarebbe occupato di soccorrere i senzatetto, aprendo i monumenti del Campo Marzio - il Pantheon, le terme e i giardini di Agrippa, la Porticus Vipsania e i Saepta Iulia - allestendovi dei baraccamenti e facendo arrivare i viveri dai dintorni. Il prezzo del grano sarebbe stato inoltre abbassato a tre sesterzi il moggio.
La probabile motivazione era il fatto che tutte le case di Roma erano fatte di legno e quindi una qualsiasi torcia lasciata vicino al legno avrebbe potuto dar inizio all'incendio.
Tali provvedimenti, emessi secondo Tacito per ottenere il favore popolare, non avrebbero tuttavia ottenuto lo scopo, a causa della diffusione di una voce secondo la quale l'imperatore si era messo a cantare della caduta di Troia, davanti all'infuriare dell'incendio visibile dal suo palazzo.

#### Il secondo incendio e i danni
Al sesto giorno l'incendio si sarebbe arrestato alle pendici dell'Esquilino, dove erano stati abbattuti molti edifici per fare il vuoto davanti all'avanzata delle fiamme. Tuttavia scoppiarono altri incendi in luoghi aperti e le fiamme fecero questa volta meno vittime, ma distrussero un maggior numero di edifici pubblici. Questo secondo incendio sarebbe divampato a partire da alcuni giardini di proprietà di Tigellino, prefetto del pretorio e amico dell'imperatore: questa origine avrebbe, secondo Tacito, fatto nascere altre voci, sul desiderio dell'imperatore di fondare una nuova città e darle il suo nome:
(Tacito, Annales XV, 40.2.)
Tacito passa quindi a descrivere i danni: dei quattordici quartieri di Roma solo quattro erano rimasti intatti, mentre tre erano stati completamente rasi al suolo e altri sette conservavano solo pochi ruderi degli edifici. Elenca quindi alcuni antichi templi (tra cui quello della Luna, fatto erigere da Servio Tullio; quello di Giove Statore dell'epoca di Romolo) e santuari andati perduti (come l'ara massima di Ercole invitto e un santuario di Vesta con i penati del popolo romano), oltre alla Regia di Numa Pompilio, e cita le opere di arte greca e i testi antichi scomparsi. Come scrive Dimitri Landeschi nel suo "Nerone, il grande incendio di Roma e la congiura di Pisone", "il numero complessivo dei morti dovette essere di molte decine di migliaia, e certamente ancora più elevato sarà stato il numero dei feriti e degli invalidi; del resto la capitale di Nerone contava non meno di un milione di abitanti, forse due, e solo un terzo della città sfuggì alle devastazioni dell'incendio. Il grande incendio di Roma trasformò la città in un agglomerato informe di rovine e di cadaveri disseminati qua e là. Da quel momento Roma, per quanto rapidi fossero stati i lavori di ricostruzione non fu la stessa di prima, e non lo sarebbe stata per molti anni ancora."

#### La ricostruzione

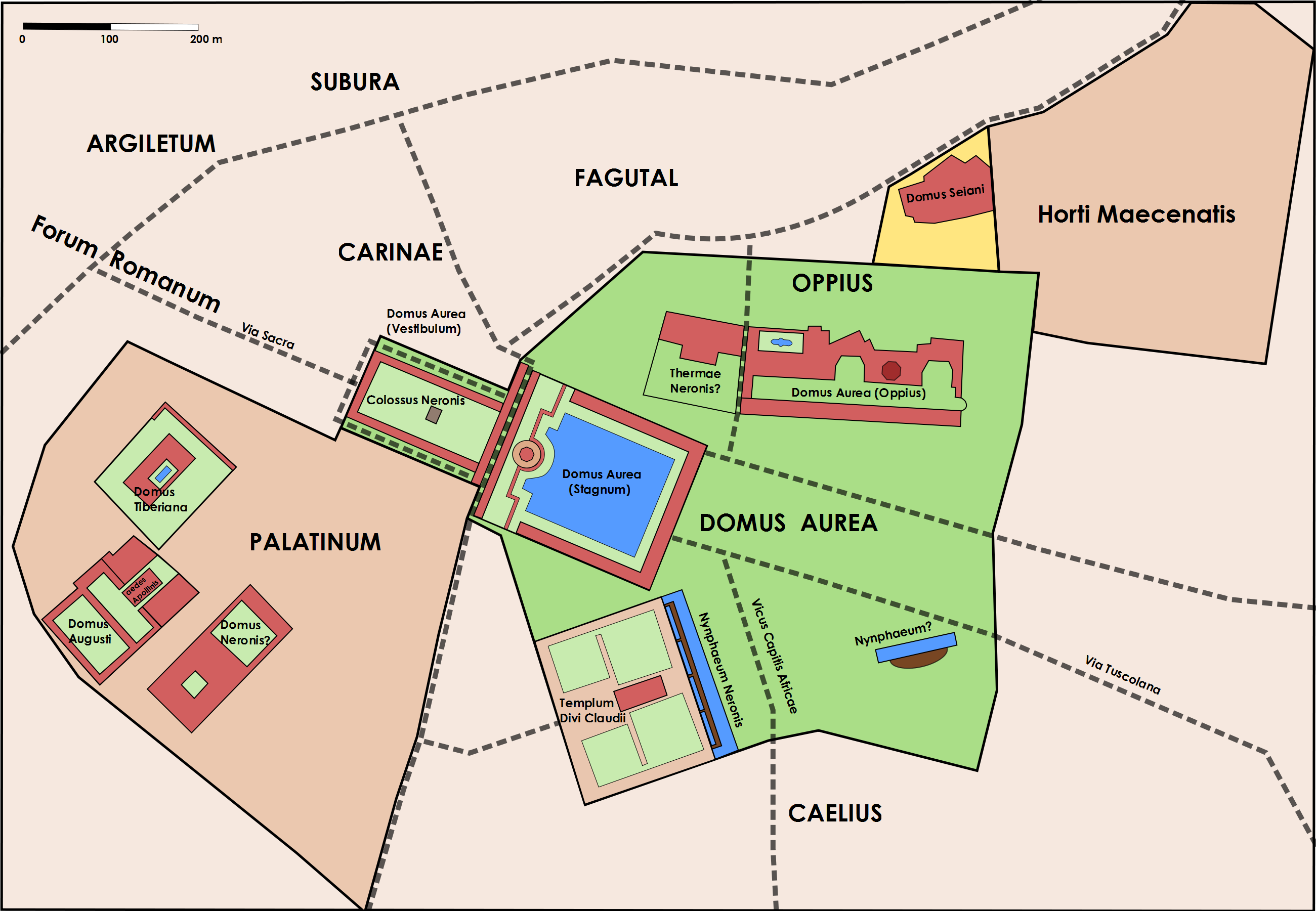
Pianta generale della Domus Aurea (al centro in verde), posta tra il Palatino (a sud-ovest) e gli Horti Maecenatis (nord-est), che sorse sulle ceneri del grande incendio del 64.

La ricostruzione della città viene descritta a partire dalla Domus aurea, la nuova residenza che l'imperatore si sarebbe fatto edificare approfittando del disastro. La riedificazione sarebbe avvenuta quindi nel resto della città secondo ampie vie diritte e isolati di limitata altezza, con vasti cortili interni e portici davanti alle facciate, che Nerone avrebbe promesso di pagare a sue spese.
Tacito cita inoltre una serie di regole stabilite da Nerone: che gli edifici non potessero avere muri in comune e che alcune parti fossero costruite in pietra gabina o albana, considerate refrattarie al fuoco. I proprietari avrebbero inoltre dovuto curare che fosse sempre pronto il necessario per spegnere gli incendi. Per assicurare un maggiore diffusione dell'acqua portata dagli acquedotti, sarebbero inoltre stati repressi gli usi abusivi da parte dei privati.
L'imperatore si sarebbe inoltre occupato di far sgombrare le macerie, facendole portare nelle paludi di Ostia nei viaggi di ritorno delle navi che risalivano il Tevere verso Roma con il grano. La riedificazione degli edifici sarebbe infine stata incentivata da premi in denaro, che potevano essere riscossi entro un anno, una volta completata la casa.
Tacito conclude citando l'approvazione per i provvedimenti, ma anche l'esistenza di voci di dissenso, secondo le quali le precedenti vie strette avrebbero offerto una maggiore protezione dalla calura del sole.

#### L'accusa ai cristiani

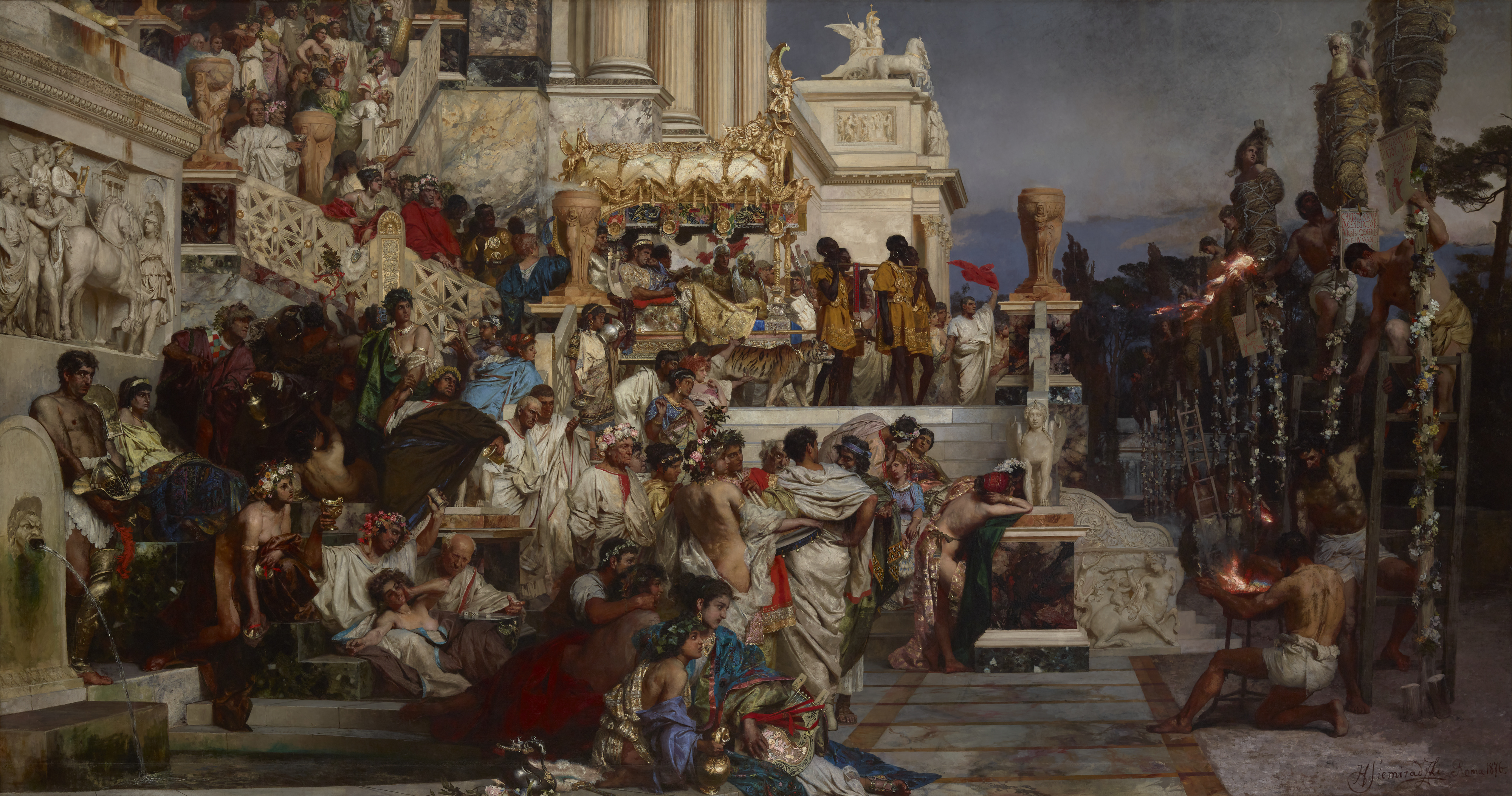
Le fiaccole di Nerone (Henryk Siemiradzki, Museo Nazionale di Cracovia), rappresenta la persecuzione contro i cristiani, molti dei quali furono arsi vivi come "fiaccole".

Secondo lo storico Tacito inoltre nessuno di questi provvedimenti riusciva a sopire le voci sui sospetti della colpevolezza dell'imperatore nello scoppio dell'incendio:
(Annales XV, 38.1)
Nerone per evitare di essere sospettato, avrebbe dunque accusato come colpevoli i seguaci del Cristianesimo, che Tacito descrive come «una setta invisa a tutti per le loro nefandezze». Secondo lo storico, prima sarebbero stati arrestati quanti confessavano e quindi, su denuncia di questi, ne sarebbero stati condannati moltissimi, ma, ritiene Tacito, non tanto a causa del crimine dell'incendio, quanto per il loro "odio del genere umano":
(Annales XV, 44.4)
Quelli che andavano a morire erano esposti anche alle beffe. Alcuni erano coperti dalle pelli di animali e morivano dilaniati dai cani, altri erano crocifissi, altri ancora erano invece arsi vivi come se fossero torce per illuminare le tenebre, al calare del sole.
Descrive quindi i supplizi a cui i cristiani sarebbero stati sottoposti per opera di Nerone, che nonostante la loro colpevolezza, secondo lo storico, causavano pietà, in quanto puniti non per il bene pubblico, ma per la crudeltà di uno solo:
(Annales XV, 44.5)

### Svetonio
Lo storico Svetonio nella sua opera sui primi imperatori (De vita Caesarum, anche conosciuta con il titolo italiano di "Vite dei dodici Cesari"), nella vita dedicata a Nerone, offre un breve resoconto dell'incendio, fortemente ostile verso questo imperatore: lo accusa direttamente di aver incendiato la città, in quanto disgustato dalla bruttezza degli antichi edifici e dalle vie strette: 
(Svetonio, Nerone, 38.1.)
Svetonio riporta quindi una serie di avvenimenti, in genere citati anche da Tacito, dandone tuttavia un'interpretazione fortemente ostile a Nerone:
- gli incendiari, visti all'opera secondo Svetonio da alcuni senatori nelle loro stesse proprietà, sono direttamente identificati con i suoi servi ("cubicularios");[27]
- gli edifici abbattuti in corrispondenza di dove poi sorgerà la "Domus aurea", descritti come magazzini (horrea) con i muri in pietra, tanto da richiedere l'intervento delle macchine da guerra, potrebbero far parte delle operazioni descritte da Tacito e volte ad arrestare il fronte dell'incendio con la creazione di un'area vuota, mentre per Svetonio il motivo va ricercato nel desiderio dell'imperatore di ottenere lo spazio per il suo nuovo palazzo;[27]
- la scena di Nerone che canta della caduta di Troia viene riportata non come una voce popolare, ma come certamente avvenuta, aggiungendo i particolari del suo svolgersi sulla cosiddetta "torre di Mecenate" e che l'imperatore avrebbe indossato i propri abiti di scena;[2]
- l'imperatore si curò dell'eliminazione delle macerie e dei cadaveri, secondo Svetonio, esclusivamente per poter saccheggiare tutto ciò che rimaneva tra le rovine;[28]
- infine si aggiunge il particolare che le province e i privati offrirono contributi in denaro per la ricostruzione: secondo Svetonio quelli che l'imperatore avrebbe sollecitato rischiarono di mandare in rovina le province.[28]

### Cassio Dione

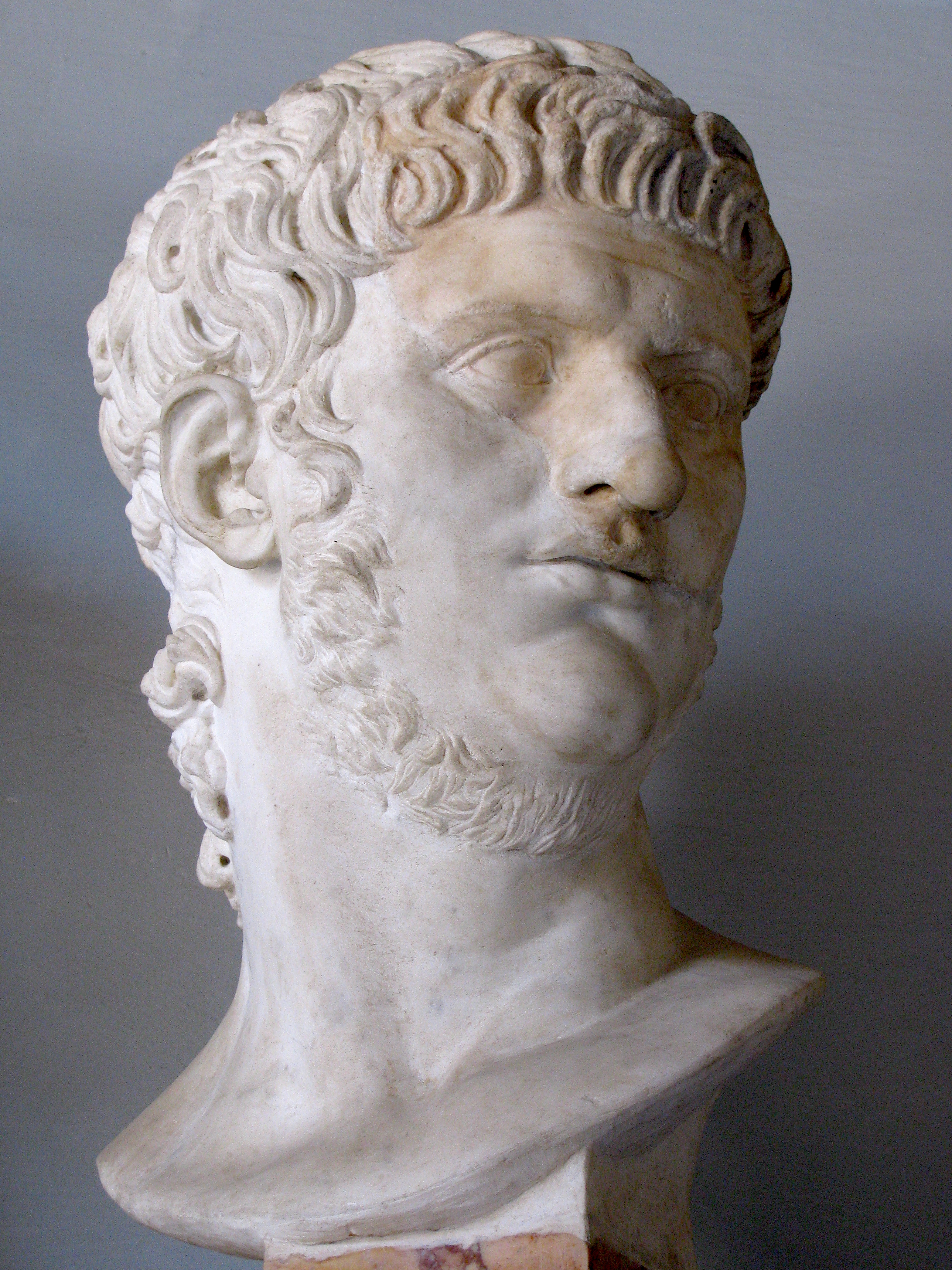
Busto di Nerone (Musei Capitolini, Roma), che alcuni storici antichi additarono come il vero responsabile dell'incendio, per potersi appropriare dei terreni devastati e costruirvi la Domus Aurea.

Nella monumentale Storia di Roma scritta da Cassio Dione agli inizi del III secolo, i libri che trattano del regno di Nerone ci sono giunti soltanto in un'epitome (riassunto), compilata dal monaco bizantino Giovanni Xifilino nell'XI secolo. Anche in questo caso la responsabilità dell'incendio è attribuita direttamente a Nerone.
Il resoconto dell'incendio si inizia riferendo come da lungo tempo Nerone accarezzasse l'idea di veder perire una città tra le fiamme durante la sua vita, come Priamo di Troia. Viene descritto quindi il modo in cui i suoi uomini avrebbero appiccato incendi in diverse parti della città, fingendo risse tra ubriachi o generando numerosi disordini e rendendo impossibile capire quanto stava accadendo. Si ebbe pertanto una grande confusione, che accrebbe il numero delle vittime.
L'incendio durò diversi giorni e secondo Dione, molte case sarebbero state distrutte da uomini che manifestavano la volontà di salvarle e altre furono incendiate da quegli stessi che erano venuti ad offrire assistenza come i vigiles; gli stessi soldati avrebbero mirato più a propagare l'incendio che a spegnerlo. Le fiamme venivano alimentate e diffuse anche dal vento.
Dione racconta che intanto l'imperatore sarebbe salito sul tetto del suo palazzo e avrebbe cantato accompagnandosi con la lira un brano sulla "Presa di Troia". Erano bruciati tutto il Palatino e due terzi della città. I sopravvissuti si lamentavano, maledicevano gli autori dell'incendio, riferendosi più o meno nascostamente a Nerone, e giravano antiche profezie legate alla fine della città.
Infine si citano le contribuzioni, volontarie o sollecitate, per la ricostruzione, da parte di comunità o di privati cittadini, che Nerone stesso raccolse. Secondo Dione Cassio i Romani stessi vennero privati della distribuzione gratuita di frumento.

### Altre fonti
- Plinio il Vecchio, descrivendo l'età di alcuni alberi, disse che durarono fino al tempo dell'incendio dell'imperatore Nerone (ad Neronis principis incendia), sembrando attribuire anch'egli la colpa a quest'ultimo.[37]
- Un'iscrizione di Roma cita per l'incendio una durata di nove giorni complessivi.[38]
- Dell'incendio parla anche Eutropio, che riprende probabilmente come fonti Tacito e Svetonio e attribuisce la colpa all'imperatore per il suo desiderio di vedere uno spettacolo come quello dell'incendio di Troia:

(Eutropio, Breviarium ab Urbe condita, VII, 9-14.)
- Anche Paolo Orosio e San Girolamo accusarono Nerone di aver appiccato il fuoco.[39]

## Controverse interpretazioni della moderna storiografia
Il racconto delle fonti antiche deve essere interpretato tenendo conto del loro carattere ostile all'imperatore: gli autori citati appartengono infatti per la maggior parte all'aristocrazia senatoria, contraria alla politica di Nerone, che favoriva invece i ceti popolari e produttivi.
Nella moderna storiografia si sono di conseguenza registrate varie tesi contrapposte, riguardanti una serie di argomenti legati all'incendio, con particolare riguardo alla sua origine e al comportamento tenuto dall'imperatore.

### Origine dolosa o accidentale
Le fonti antiche considerano quasi unanimemente l'incendio di origine dolosa, sottolineando alcune particolarità del suo andamento, come la velocità di propagazione, il fatto che si fosse espanso in tutte le direzioni, senza seguire la direzione dei venti, il fatto che bruciassero anche edifici in pietra. Ugualmente fu considerata una prova dell'origine dolosa il riaccendersi dell'incendio dopo che sembrò si fosse esaurito una prima volta.
In realtà le moderne conoscenze hanno appurato che incendi molto grandi, consumando l'ossigeno con il bruciare delle fiamme, tendono ad espandersi alla ricerca di altro ossigeno che permetta la combustione, creando una sorta di regime interno, indipendente dai venti presenti all'esterno. Gli edifici in pietra possono inoltre consumarsi completamente in seguito all'incendio degli arredi e delle parti in legno, che prendono fuoco per i tizzoni provenienti dall'esterno. Infine l'attuale esperienza ha provato che spesso braci accese possono rimanere sotto la cenere, causando un imprevedibile ravvivarsi delle fiamme.

### Responsabilità di Nerone

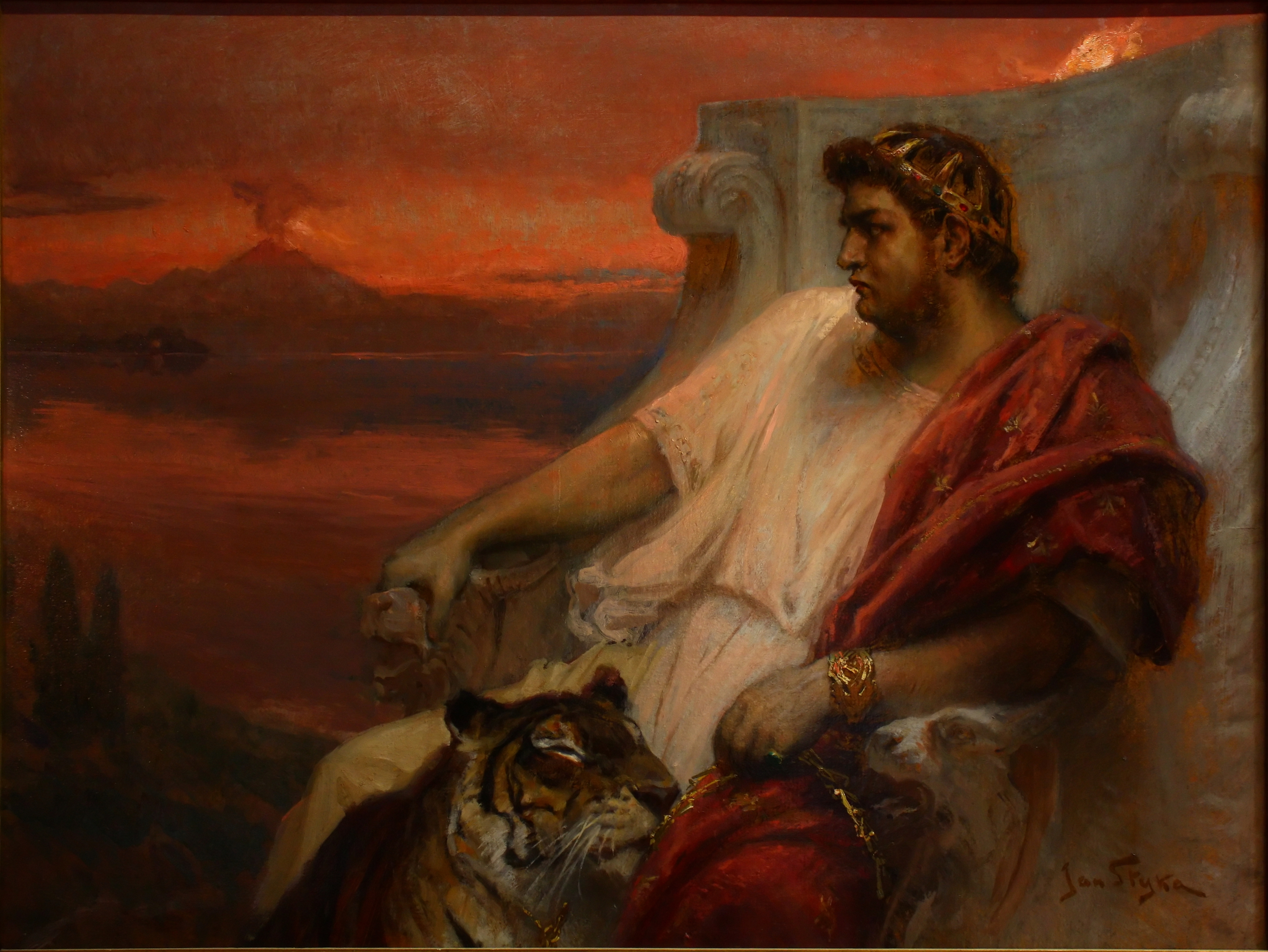
L'imperatore Nerone a Baia, dove sembra abbia progettato la costruzione della Domus Aurea sull'esempio di alcune ville romane di quel tratto di costa (olio su tela di Jan Styka).

La colpa dell'incendio venne inoltre considerata quasi unanimemente di Nerone, la cui figura ci è stata tramandata dagli storici suoi contemporanei come quella di un odioso tiranno, attribuendogli motivazioni quali il desiderio di trarre ispirazione per il suo canto dalla distruzione di una città, ovvero la necessità di trovare spazio per l'erezione della Domus Aurea, o ancora l'aspirazione a tramandare il suo nome per aver compiuto un radicale rinnovamento urbanistico della città.
Gli atti di Nerone furono quindi interpretati nella maniera più negativa: l'abbattimento degli edifici sulle pendici dell'Esquilino che fu probabilmente determinato dalla necessità di arrestare l'incendio evitando che continuasse ad alimentarsi, sembra essere stato interpretato come desiderio di seminare ulteriori distruzioni, come in seguito il provvedimento di sgombrare le macerie e i cadaveri a proprie spese fu attribuito al suo desiderio di impadronirsi dei beni lasciati nelle case. I personaggi visti ad appiccare altri focolai di incendio e considerati la più certa prova di colpevolezza dell'imperatore, come riconosce lo stesso Tacito, avrebbero potuto nascondere dietro l'affermazione di ubbidire ad ordini dall'alto la propria attività di saccheggiatori. Altri sostenevano che l'imperatore avesse fatto appiccare l'incendio a fini unicamente speculativi, per distruggere una porzione cittadina limitata e quindi poter avere mano libera sulla ricostruzione, e che la situazione fosse sfuggita di mano per pura casualità causando il disastro.
In realtà il racconto dello stesso Tacito riferisce al contrario di una serie di efficaci provvedimenti adottati dall'imperatore nella lotta contro il disastro e la tendenza attuale degli studi vede in molti campi una rivalutazione positiva della figura di Nerone.

### Responsabilità dei cristiani
In alternativa alla versione tradizionale, lo storico Gerhard Baudy, riprendendo una tesi elaborata in precedenza da Carlo Pascal e Léon Herrmann, ha esposto l'ipotesi secondo la quale furono effettivamente i cristiani ad appiccare volontariamente fuoco a Roma, allo scopo di dare seguito ad una profezia apocalittica egiziana, secondo cui il sorgere di Sirio, la stella del Canis Major, avrebbe indicato la caduta della grande malvagia città.

### Accusa e condanna dei cristiani

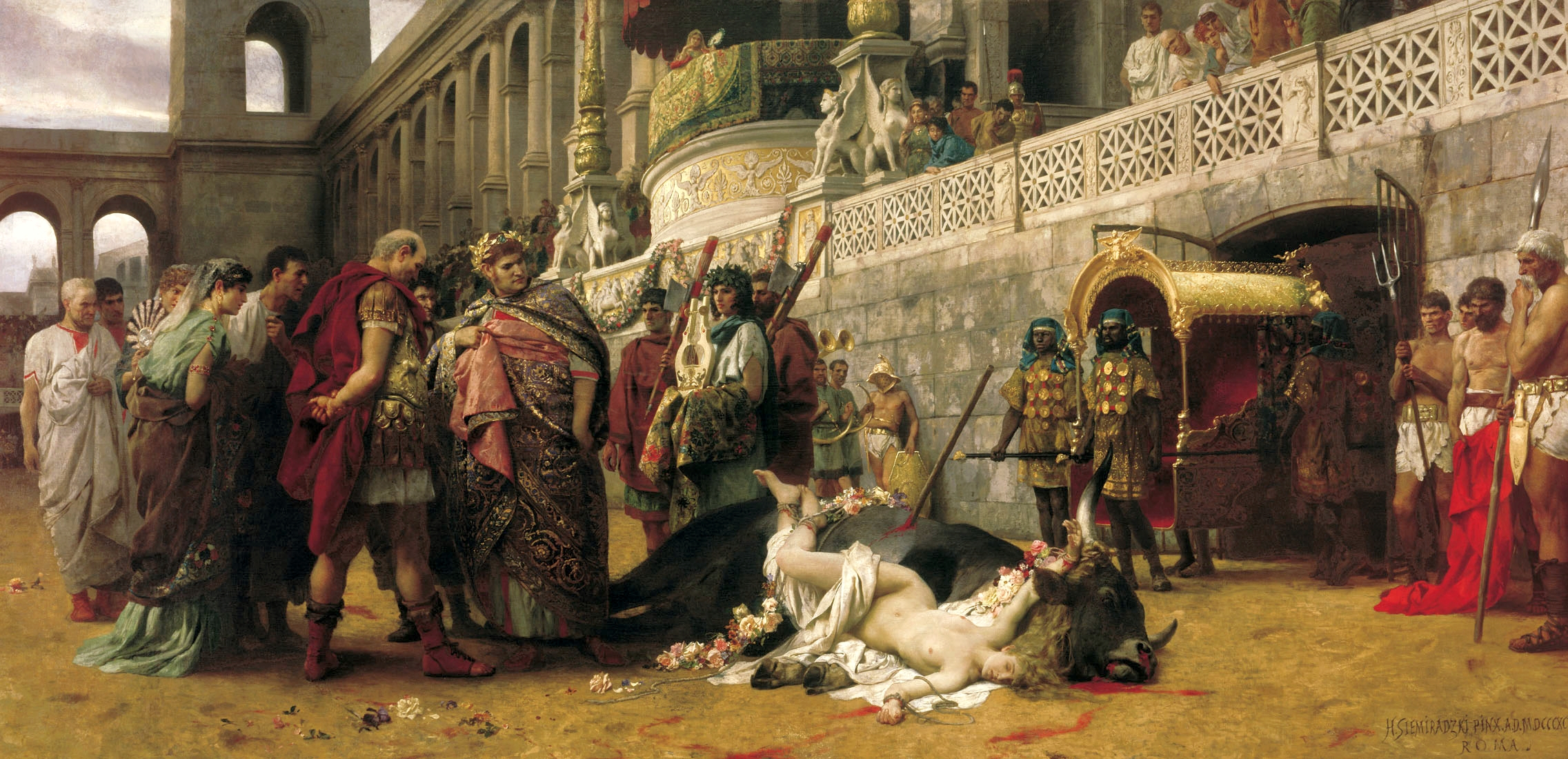
Una martire cristiana, giace a terra sotto gli occhi di Nerone (olio su tela del pittore Henryk Siemiradzki, 1897, Varsavia, National Museum).

Tacito, nell'ambito del lungo racconto dell'incendio precedentemente citato, attribuisce l'accusa rivolta ai cristiani di aver provocato l'incendio al desiderio di Nerone di stornare i sospetti dalla sua persona e la considera falsa, ma contemporaneamente fornisce di essi un'immagine fortemente negativa:
(Tacito, Annales, XV, 44.2.)
Dopo aver spiegato chi fosse il Cristo, da cui avevano preso il nome, descrive inoltre i supplizi a cui il tirannico imperatore (come viene nel racconto presentato) sottopose gli accusati.
I Romani avevano inizialmente distinto con difficoltà i cristiani dalle altre sette giudaiche e Svetonio riporta un provvedimento dell'imperatore Claudio che cacciava i giudei da Roma a causa dei tumulti nati sulla spinta di "Chrestus".
Lo stesso Svetonio conferma anche che Nerone aveva mandato i cristiani al supplizio e li definisce "una nuova e malefica superstizione", senza tuttavia collegare questo provvedimento all'incendio. 
La questione riguarda il tema delle persecuzioni romane anticristiane e si inserisce nella complessa e molto dibattuta problematica storiografica della ricostruzione del cristianesimo delle origini e dei suoi rapporti con lo stato romano, che coinvolge la figura degli apostoli Pietro e Paolo, entrambi, secondo la tradizione, martirizzati proprio in questa occasione. In particolare, secondo alcune fonti, Pietro fu crocifisso, mentre Paolo decapitato, benché l'effettiva presenza di entrambi a Roma e il loro martirio siano dibattuti da alcuni storici.
I cristiani, allontanati da Roma a seguito del provvedimento di Claudio insieme agli altri giudei, sembra tuttavia che avessero potuto farvi ritorno e crearvi una nuova e vasta comunità, che professava liberamente la propria religione, tanto che Tacito racconta come i primi cristiani arrestati furono quelli che erano pubblicamente conosciuti come tali. Sia Tacito che Svetonio sembrano attestare un generale atteggiamento ostile nei loro confronti, che si ritrova anche in altre fonti di varie epoche e negli scritti dei padri della Chiesa.
I cristiani furono probabilmente condannati a morte sulla base delle leggi romane, che punivano l'omicidio a seguito di incendio doloso (lex Cornelia de sicariis et veneficiis voluta da Silla), e le condanne dovettero essere eseguite a seconda del loro status: i non cittadini romani vennero esposti alle belve, oppure legati a croci di legno e vestiti con tuniche spalmate abbondantemente di pece alla quale appiccare il fuoco (supplizio noto con il nome di tunica molesta).